# 頭陀寺町
頭陀寺町（ずだじちょう）は静岡県浜松市中央区の町名。丁番を持たない単独町名である。住居表示未実施。

## 地理
浜松市中央区の東部、芳川地区の北西部に位置する。東で本郷町、西で向宿三丁目・領家一丁目・領家二丁目、南で参野町、北で名塚町及び西伝寺町と接する。

### 河川
- 芳川

### 学区
小学校・中学校の学区は以下の通りである。
- 浜松市立芳川北小学校
- 浜松市立南陽中学校

## 歴史

### 町名の由来
頭陀とは梵語（=サンスクリット語）を出典としている文字である。衣食住に対する貪欲を払拭する修行で十二種あるといわれ、頭陀寺とはそのような修行をするお寺ということである。真言宗青林山頭陀寺は703年に開創されている。この頭陀寺は鴨江寺と龍禅寺と共に、浜松地方の真言宗の三名刹である。この頭陀寺を中心として村が発展し、寺号をそのまま村名とした。

### 沿革
- 1876年（明治9年） - 長上郡頭陀寺村が周辺の村と合併し、都盛村となる[書籍 2]。
- 1889年（明治22年）4月1日 - 町村制の施行により、長上郡都盛村が周辺の村と合併して長上郡芳川村となる。旧村名は芳川村の大字として残る[書籍 3]。
- 1896年（明治29年）4月1日 - 郡制の施行により、芳川村の所属郡が浜名郡に変更となる。
- 1954年（昭和29年）
  - 7月1日 – 芳川村が浜松市に編入される。
  - 11月 - 頭陀寺幼稚園が開園する。
- 1955年（昭和30年） - 大字都盛の一部を分離し、頭陀寺町を新設する[WEB 8]。
- 1964年（昭和39年） - 土地区画整理事業が始まる。
- 1979年（昭和54年）4月1日 - 浜松市立芳川小学校より分離独立し、浜松市立芳川北小学校が開校する。
- 2001年（平成13年）4月 - 頭陀寺幼稚園が恩地町へ移転する。
- 2007年（平成19年）4月1日 - 浜松市が政令指定都市となる。頭陀寺町は南区の一部となる。
- 2024年（令和6年）1月1日 - 浜松市の行政区再編により、頭陀寺町は中央区の一部となる。

## 施設
- 浜松市立芳川北小学校
- マム頭陀寺店
- ENEOSDr.Drive セルフ浜松南陽SS（ENEOSウイングが運営）
- 頭陀寺第一公園
- 頭陀寺第二公園
- 高野山真言宗青林山頭陀寺

## 交通

### バス
- 遠鉄バス90・96掛塚線：（浜松駅 方面 - ）頭陀寺（ - 掛塚・豊浜郵便局 方面）

### 道路
- 国道150号（掛塚街道）[書籍 4]
- 浜松市道中島頭陀寺1号線（嘉平次通り）[WEB 9][WEB 10]
- 浜松市道頭陀寺3号線（メダカ通り）[WEB 9][WEB 10]
- 浜松市道頭陀寺8号線（桜並木通り）[WEB 9][WEB 10]
- 浜松市道頭陀寺27号線（門前通り）[WEB 9][WEB 10]

## その他

### 警察
警察の管轄区域は以下の通りである。
| 番・番地等 | 警察署       | 交番・駐在所 |
| ---------- | ------------ | ------------ |
| 全域       | 浜松東警察署 | 芳川町交番   |

### 消防
消防の管轄区域は以下の通りである。
| 番・番地等 | 消防署   | 本署/出張所 |
| ---------- | -------- | ----------- |
| 全域       | 南消防署 | 芳川出張所  |

### 書籍
1. ↑  『わが町文化誌 水と光と緑のデルタ』浜松市南陽公民館、1991年10月22日、24頁。
2. ↑  『浜松市史 三』浜松市役所、1980年3月26日、20,21頁。
3. ↑  『浜松市史 三』浜松市役所、1980年3月26日、176頁。
4. ↑  『わが町文化誌 水と光と緑のデルタ』浜松市南陽公民館、1991年10月22日、63-65頁。

### WEB
1. ↑  “h02_22.csv”.   総務省 (2022年2月10日). 2024年7月30日閲覧。
2. ↑  “chuouku_menseki.xlsx”.   浜松市 (2024年3月12日). 2024年7月30日閲覧。
3. ↑  “静岡県 浜松市中央区 頭陀寺町の郵便番号 - 日本郵便”.   日本郵便. 2025年2月15日閲覧。
4. ↑  “市外局番の一覧”.   総務省 (2022年3月1日). 2024年7月30日閲覧。
5. ↑  “事業所案内及び管轄地域（事務所3件、分室3件）”.   一般社団法人静岡県自動車会議所. 2024年7月30日閲覧。
6. ↑  “住居表示実施状況／浜松市”.   浜松市 (2024年1月4日). 2024年7月30日閲覧。
7. ↑  “学校名から探す／浜松市”.   浜松市 (2024年1月1日). 2024年7月30日閲覧。
8. ↑  “解説ページ”.   株式会社エア. 2024年10月5日閲覧。
9. 1 2 3 4  “05aisyoumap-hyoushiki1.pdf”.   浜松市南陽協働センター (2024年7月5日). 2024年8月5日閲覧。
10. 1 2 3 4  “08aisyouhyoushiki-itizu.pdf”.   浜松市南陽協働センター (2024年7月5日). 2024年8月5日閲覧。
11. ↑  “芳川町交番｜静岡県警察”.   静岡県警察 (2024年1月1日). 2024年7月30日閲覧。
12. ↑  “消防署の町別管轄「す」／浜松市”.   浜松市 (2020年3月25日). 2024年7月30日閲覧。